# Wagotine
 (avril 2020).
Si vous disposez d'ouvrages ou d'articles de référence ou si vous connaissez des sites web de qualité traitant du thème abordé ici, merci de compléter l'article en donnant les références utiles à sa vérifiabilité et en les liant à la section « Notes et références ».
La wagotine d’Uckange est une spécialité pâtissière de la ville d’Uckange (Moselle), dont la recette originale a été mise au point par le grand-père de la maison Godet-Wagonnet, Émile, en 1937 ; plus tard, son fils en déposa la marque. Sa forme, sa taille et son aspect extérieur rappellent ceux des véritables wagonnets qu’on utilisait autrefois dans les mines de fer et de charbon. Il s'agit d'un petit wagonnet en nougatine garni de spécialités lorraines : mirabelle de Lorraine, chardons de Lorraine, etc..